# Arlen Specter
Arlen J. Specter (ur. 12 lutego 1930 w Wichita, zm. 14 października 2012 w Filadelfii) – amerykański polityk, senator ze stanu Pensylwania (wybrany w 1980 i ponownie w 1986, 1992, 1998 i 2004). Posiadał żydowskie korzenie.
Do kwietnia 2009 roku Specter pozostawał członkiem Partii Republikańskiej, ale przeszedł do Partii Demokratycznej w związku z częstymi konfliktami z konserwatywną większością republikańską (w czasie całej swej kariery uchodził za jednego z najbardziej liberalnych republikanów w Senacie).